# Angol amatőr labdarúgó-válogatott
Az angol amatőr labdarúgó-válogatott volt Anglia amatőr reprezentatív csapata a labdarúgásban. 1901-ben alakult,  a professzionális játék növekedése miatt, ami azt jelentette, hogy az amatőr játékosok már nem tudtak könnyen helyet foglalni a fő angol válogatottban.

## Első meccs és  veretlen sorozat

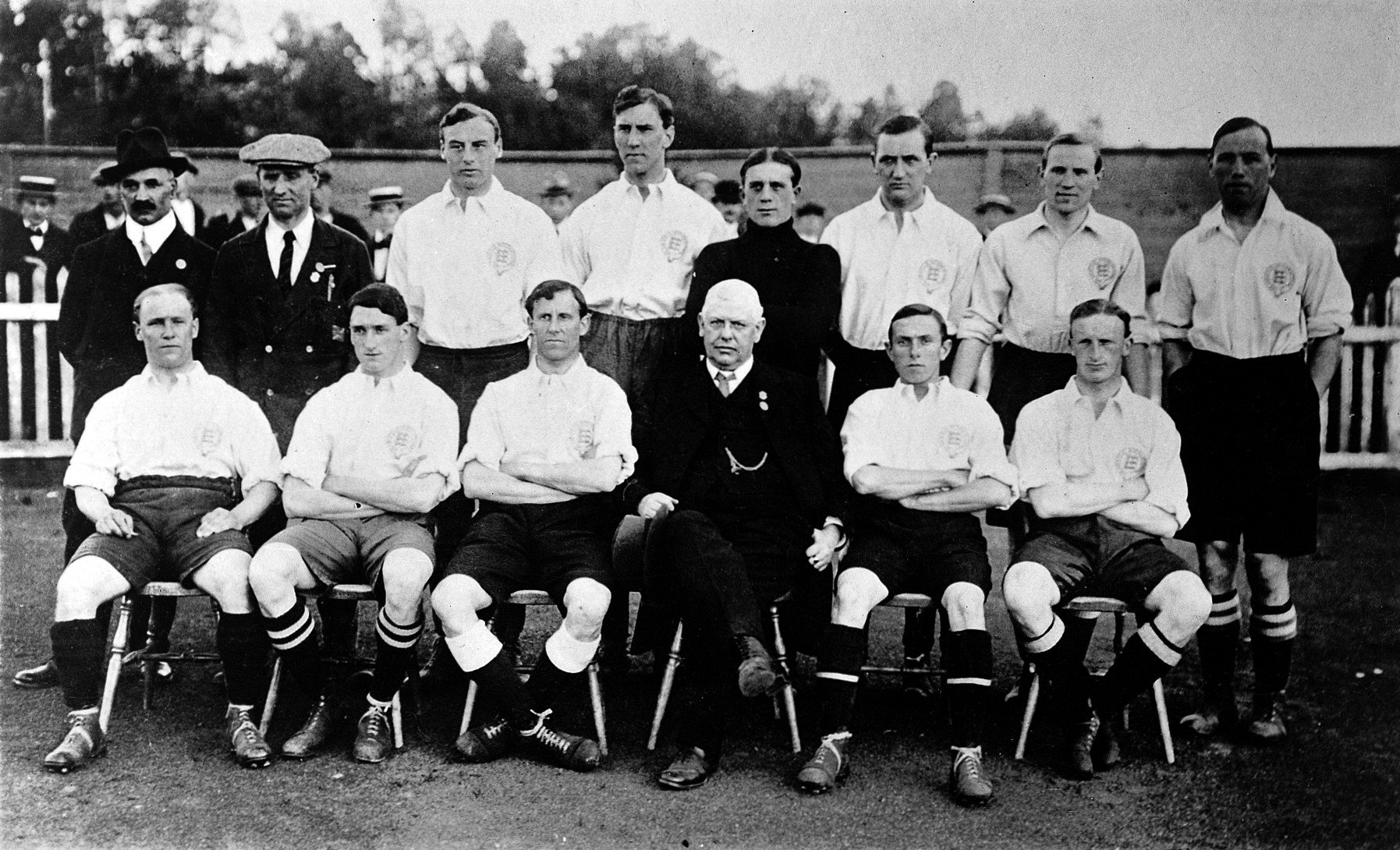
Az angol amatőr labdarúgó-válogatott 1914-ben Svédországban

Első nemzetközi mérkőzését Németország ellen játszották 1901. szeptember 21-én, 12–0-ra nyertek. Újabb öt évnek kellett eltelnie ahhoz, hogy megalakuljon egy hivatalos angol amatőr csapat. A következő mérkőzést 1906. november 1-jén, Franciaország ellen vívták idegenben, és 15–0-ra győzött Anglia, Stanley Harris hét, Vivian Woodward pedig négy gólt szerzett. A csapat számos nemzetközi meccset játszott Európa teljes reprezentatív oldalai ellen, amelyek általában amatőr és profi játékosok keverékéből álltak. Az angol amatőr csapat a legnagyobb vereségét szenvedte el több európai országban; Hollandia 1907-ben, Németország és Belgium 1909-ben, valamint Svédország és Magyarország 1912-ben (mint Nagy-Britannia), 12-2-re, 9-0-ra, 11-2-re, 12-2-re és 7-0-ra verte őket.

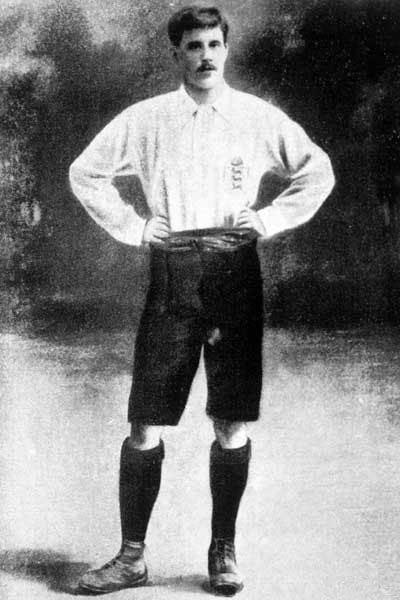
Vivian Woodward 44 góllal az angol amatőrök minden idők legjobb góllövője

## Lásd még
- Brit labdarúgó-válogatott
- Brit olimpiai-válogatott

## Fordítás
- Ez a szócikk részben vagy egészben  az   England national amateur football team című angol Wikipédia-szócikk fordításán alapul.  Az eredeti cikk szerkesztőit annak laptörténete sorolja fel. Ez a jelzés csupán a megfogalmazás eredetét és a szerzői jogokat jelzi, nem szolgál a cikkben szereplő információk forrásmegjelöléseként.